# Барон Февершем

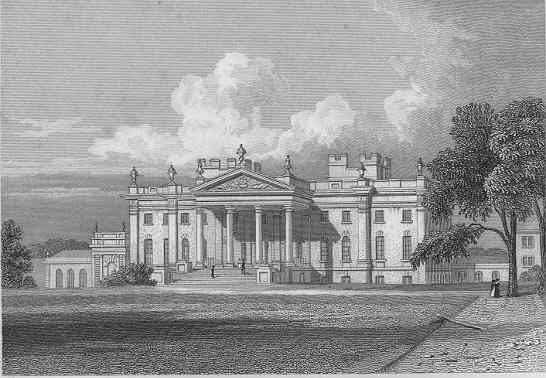
Данкомб-Парк, резиденция баронов Февершем, около 1829 года

Барон Февершем — дворянский титул, созданный дважды в британской истории (1747 год — Пэрство Великобритании и 1826 год — Пэрство Соединённого королевства). Впервые титул барона Февершема был создан 23 июня 1747 года в системе Пэрства Великобритании для Энтони Данкомба (ок. 1695—1763). Ранее он представлял в Палате общин Солсбери (1721—1734) и Даунтон (1734—1747). В 1747 году для него были созданы титулы лорда Февершема, барона Даунтона в графстве Уилтшир. Ранее он унаследовал половину огромного состояния от своего дяди, сэра Чарльза Данкомба (1648—1711). Лорд Февершем не имел сыновей, и после его смерти баронский титул прервался. Вторично он был восстановлен 14 июля 1826 года в системе Пэрства Соединённого королевства для его родственника, Чарльза Данкомба (1764—1841), который получил титул барона Февершема из Данкомб Парка в Северном Йоркшире. Ранее он был депутатом Палаты общин от Шефтсбери (1790—1796), Олдборо (1796—1800, 1801—1806), Хейтсбери (1812—1818) и Ньюпорта (1825—1826). Чарльз Дансомб был внуком Томаса Данкомба, сына Джона Брауна (который взял себе фамилию Данкомб), и Урсулы Данкомб, тетки 1-го барона Февершема первой креации. Урсула унаследовал вторую половину владений после смерти своего брата, Чарльза Данкомба (1648—1711). Сын Чарльза Данкомба, 1-го лорда Февершема, Уильям Данкомб, 2-й барон Февершем (1798—1867), заседал в Палате общин от Йоркшира (1826—1831) и Северного Йоркшира (1832—1841).
Его сменил его сын, Уильям Эрнест Данкомб, 3-й барон Февершем (1829—1915). Консервативный политик, он представлял в Палате общин Восточный Ретфорд (1852—1857) и Северный Йоркшир (1859—1867). В 1868 году для него были созданы титулы виконта Хелмсли из Хелмсли в Северном Йоркшире и графа Февершема из Райдейла в Северном Йоркшире. Ему наследовал его внук, подполковник Чарльз Данкомб, 2-й граф Фавершем (1879—1916), который заседал в Палате общин Великобритании от Тиркса и Малтона (1906—1915). Он погиб во время Первой мировой войны. Титулы перешли к его сыну, Чарльзу Уильяму Слингсби Данкомбу, 3-му графу Февершему (1906—1963). Он занимал посты лорда в ожидании (1934—1936) и парламентского секретаря в министерстве сельского хозяйства и рыболовства (1936—1939). В 1963 году после его смерти титулы виконта Хелмсли и графа Февершема прервались. Тем не менее, баронский титул унаследовал его дальний родственник, Чарльз Энтони Питер Данкомб, 6-й барон Февершем (1945—2009). Он был праправнуком адмирала достопочтенного Артура Данкомба, четвертого сына 1-го барона Февершема. 
По состоянию на 2024 год обладателем титула являлся его старший сын, Джаспер Орландо Слингсби Данкомб, 7-й барон Февершем (род. 1968), который сменил своего отца в 2009 году.

## Известные представители семьи Данкомб
- Энтони Данкомб[англ.] (ум. 1708), отец 1-го барона креации 1747 года, был депутатом парламента от Хедона (1698—1702, 1702—1707, 1707—1708);
- Сэр Чарльз Данкомб[англ.] (1648—1711), дядя 1-го барона креации 1747 года, был богатым банкиром и лордом-мэром Лондона (1708—1709). Депутат Палаты общин от Хедона (1685—1687), Ярмута (1690—1695) и Даунтона (1695—1698, 1702—1707, 1707—1711);
- Томас Слингсби Денком (1796—1861), племянник 1-го барона креации 1826 года, был радикальным политиком. Он заседал в Палате общин от Хертфорда (1826—1832) и Финсбери (1834—1861);
- Достопочтенный Артур Данкомб[англ.] (1806—1889), четвертый сын 1-го барона, имел чин адмирала королевского флота. Он представлял в Палате общин Восточный Ретфорд (1830—1831, 1835—1852) и Восточный Йоркшир (1852—1868), а также был четвертым морским лордом (1852—1853);
- Артур Данкомб[англ.] (1840—1911), сын предыдущего, консервативный политик, член парламента от Хауденшира (1885—1892);
- Джордж Огастес Данкомб (1848—1933), брат предыдущего, получил титул баронета в 1919 году;
- Его высокопреподобие Огастес Данкомб[англ.] (1814—1880), младший сын 1-го барона Февершема, декан Йорка[англ.] (1858—1880);
- Достопочтенный Октавий Данкомб[англ.] (1817—1879), младший сын 1-го барона, депутат Палаты общин от Северного Йоркшира (1841—1859, 1867—1874).

Семейная резиденция — Данкомб Парк в окрестностях Хелмсли в графстве Йоркшир.

## Бароны Февершем, первая креация (1747)
- 1747—1763: Энтони Данкомб, 1-й барон Февершем[англ.] (1695 — 18 июня 1763), сын политика Энтони Данкомба (ум. 1708).

## Бароны Февершем, вторая креация (1826)
- 1826—1841: Чарльз Данкомб, 1-й барон Февершем[англ.] (5 декабря 1764 — 16 июля 1841), старший сын Чарльза Слингсби Данкомба (ум. 1803);
  - Чарльз Данкомб (ок. 1795—1819), старший сын предыдущего;
- 1841—1867: Уильям Данкомб, 2-й барон Февершем[англ.] (14 января 1798 — 11 февраля 1867), младший брат предыдущего;
  - достопочтенный Альберт Данкомб (11 февраля 1826 — 16 сентября 1846), старший сын предыдущего;
- 1867—1915: Уильям Эрнест Данкомб, 3-й барон Февершем[англ.] (28 января 1829 — 13 января 1915), младший брат предыдущего, граф Февершем с 1868 года.

## Графы Февершем (1868)
- 1868—1915: Уильям Эрнест Данкомб, 1-й граф Февершем[англ.] (28 января 1829 — 13 января 1915), второй сын Уильяма Дамкомба, 2-го барона Февершема;
  - Уильям Реджинальд Данкомб, виконт Хелмсли[англ.] (1 августа 1852 — 24 декабря 1881), старший сын предыдущего
- 1915—1916: Подполковник Чарльз Уильям Реджинальд Данкомб, 2-й граф Февершем[англ.] (8 мая 1879 — 15 сентября 1916), единственный сын предыдущего;
- 1916—1963: Чарльз Уильям Слингсби Данкомб, 3-й граф Февершем (2 ноября 1906 — 4 сентября 1963), старший сын предыдущего.

## Бароны Февершем (продолжение второй креации 1826 года)
- 1963—2009: Чарльз Энтони Питер Данкомб, 6-й барон Февершем[англ.] (3 января 1945 — 29 марта 2009), единственный сын полковника Энтони Джона Данкомба-Андерсона (1907—1949), внук Уилфреда Артура Данкомба-Андерсона (1871—1952), правнук Фредерика Уильяма Данкомба (1842—1878), праправнук адмирала достопочтенного Артура Данкомба (1806—1889);
- 2009 — настоящее время: Джаспер Орландо Слингсби Данкомб, 7-й барон Февершем[англ.] (род. 14 марта 1968), старший сын предыдущего от первого брака;
  - Наследник титула: достопочтенный Орландо Бальтазар Данкомб (род. 2009), единственный сын предыдущего.